# Centre national des arts de la rue et de l'espace public
Le label Centre national des arts de la rue et de l'espace public (ou CNAREP) est un label officiel français attribué à des institutions culturelles consacrées aux spectacles de rue. 

## Histoire
Mouvance artistique identifiée depuis une cinquantaine d’années, les arts de la rue ne fondent pas leur identité sur une discipline ou un genre, mais sur le choix délibéré de l’espace public comme espace de rencontre entre acte artistique et public . En 2010, à la suite de la réflexion menée par le Temps des arts de la rue (2005-7) insufflé par la Fédération nationale des Arts de la rue, plusieurs lieux de création et de fabrique existants sont labellisés Centres nationaux des arts de la rue (CNAR) par le ministère de la culture. 
En 2017, le label CNAR est rebaptisé Centre national des arts de la rue et de l'espace public (CNAREP) à la suite de la publication du Décret n° 2017-432 du 28 mars relatif aux labels et au conventionnement dans les domaines du spectacle vivant et des arts plastiques .

## Missions
Les structures labellisées Centre national des arts de la rue et de l'espace public (CNAREP) sont des lieux de fabrication de spectacles, avec des résidences d'artistes.
Leurs missions sont définies par l'arrêté du 5 mai 2017.

## Financement
La labellisation Centre national des arts de la rue et de l'espace public permet à la structure bénéficiaire d'obtenir une aide financière annuelle minimale de l'Etat de 250 000 euros.

## Liste des structures labellisées Centre national des arts de la rue et de l'espace public
Les structures labellisées Centre national des arts de la rue et de l'espace public sont au nombre de 13, répartis sur l'ensemble du territoire français  :
- Association Éclat - Le Parapluie (Aurillac, Cantal)
- SOAR - Quelques p'Arts... (Boulieu-lès-Annonay, Ardèche)
- Les Ateliers Frappaz (Villeurbanne, Rhône)
- L'Abattoir (Chalon-sur-Saône, Saône-et-Loire)
- Le Fourneau (Brest, Finistère)
- Le Boulon (Vieux-Condé, Nord)
- Le Moulin Fondu (Garges-lès-Gonesse, Val-d'Oise)
- Atelier 231 (Sotteville-lès-Rouen, Seine-Maritime)
- Sur le pont (la Rochelle 17) remplaçant en 2017 les Usines Boinot (Niort)
- Pronomade(s) (Encausse-les-Thermes, Haute-Garonne)
- L'Usine (Tournefeuille, agglo. de Toulouse, Haute-Garonne);
- Le Citron Jaune (Port-Saint-Louis-du-Rhône, Bouches-du-Rhône) ;
- Lieux publics, centre national & pôle européen de création en espace public (Marseille, Bouches-du-Rhône)

### Anciens centres nationaux des arts de la rue et de l'espace public
- La Paperie (Saint-Barthélemy-d'Anjou, Maine-et-Loire), qui à la suite d'une crise à propos de sa vision artistique et de ses objectifs et missions, ferme ses portes fin 2020. Son projet était à part des autres CNAREP, La Paperie se souhaitant "un laboratoire d’expérimentation artistique et sociale plus que fabrique d’œuvres"[6].